# Gottesgabe (Meklemburgia-Pomorze Przednie)
Gottesgabe – gmina w Niemczech, w kraju związkowym Meklemburgia-Pomorze Przednie, w powiecie Nordwestmecklenburg, wchodzi w skład urzędu Lützow-Lübstorf.